# Morte e funeral de Estado de Mao Tsé-Tung
Às 00:10 do dia 9 de setembro de 1976, no horário local, Mao Tsé-Tung, presidente do Comitê Central do Partido Comunista da China, faleceu em Pequim aos 82 anos. Às 16h do dia 9 de setembro, o Comitê Central do Partido Comunista da China, o Comitê Permanente da Assembleia Popular Nacional, o Conselho de Estado e a Comissão Militar Central do Partido aprovaram conjuntamente o "Anúncio" da Estação Central de Radiodifusão Popular, da Rádio Internacional da China e da Agência de Notícias Xinhua.  

O Partido, o Exército e pessoas de diferentes grupos étnicos do país emitiram conjuntamente um obituário no formato de "Livro de Comemoração " para anunciar oficialmente as notícias no país e no exterior, e resumir e avaliar a vida de Mao. O obituário foi transmitido por Geng Shaoguang (também conhecido como Xia Qing), um locutor da Estação Central de Radiodifusão Popular na época, e pronunciou: 
"O grande líder do nosso partido, do nosso exército e do povo de todos os grupos étnicos do nosso país, o grande mentor do proletariado internacional e do povo oprimido das nações oprimidas, o Partido Comunista da China Camarada Mao Tsé-Tung, Presidente do Comitê Central, Presidente da Comissão Militar Central do Partido Comunista da China e Presidente Honorário do Comitê Nacional da Conferência Consultiva Política do Povo Chinês, recebeu tratamento intensivo de várias fontes após adoecer. No entanto, devido à deterioração de sua condição e ao tratamento ineficaz, ele morreu às 00:10 do dia 9 de setembro de 1976. Morreu em Pequim." 
Após as mortes de Zhou Enlai em 8 de janeiro  e de Zhu De em 6 de julho , Mao Tsé-Tung foi o terceiro importante líder chinês a falecer em 1976. 

## Antecedentes
Abaixo uma cronologia dos eventos que precederam a morte de Mao:

### 1970
Após a Segunda Sessão Plenária do Nono Comitê Central, na virada de agosto para setembro de 1970, Mao já sofria de problemas de sono. Estava com uma tosse recorrente, além de catarro e não conseguia expelir.  :299

### 1971
Após o incidente de Lin Biao em 13 de setembro de 1971, a condição física de Mao diminuiu drasticamente. Com a aproximação do inverno de 1971, ele foi diagnosticado com pneumonia lobar. A doença pulmonar também afetou o coração. :288

### 1972
Mao sofreu um choque circulatório grave no início de 1972.

### 1973
Em 1973, os olhos de Mao tornaram-se cada vez mais embaçados e uma catarata desenvolveu-se rapidamente. :331

### 1974
Após consulta com especialistas em neurologia e medicina interna, o Comitê Central do Partido Comunista da China decidiu criar pela segunda vez uma equipe médica especial para Mao. Seus membros incluíam cardiovasculares. medicina, neurologia, anestesiologia, otorrinolaringologia, especialistas em manejo respiratório, cirurgia, tratamento de doenças críticas, etc; o grupo médico existiu por mais de dois anos até a morte de Mao. :378 Em julho, Mao, que sofria de várias doenças, preparou-se para ir para o sul da China para se recuperar; em 18 de julho, Mao chegou a Wuhan para consulta para suas doenças oculares. :378-379 Em agosto, oftalmologistas de todo o país confirmaram que Mao sofria de catarata senil em ambos os olhos, sendo o olho direito mais grave que o olho esquerdo. :379 As pernas e os pés de Mao estavam inchados. :393-394

### 1975
Em Fevereiro de 1975, a fala de Mao era arrastada e as suas pernas doíam frequentemente. :404 O estado de saúde de Mao piorou cada vez mais depois de retornar a Pequim, e a medicação não surtiu muito efeito. Após o segundo semestre de 1975, ele passou grande parte do tempo deitado na cama. :423 Em 23 de julho, Mao concordou em se submeter ao tratamento cirúrgico de catarata. No dia seguinte, metade de sua visão foi restaurada após a operação. 

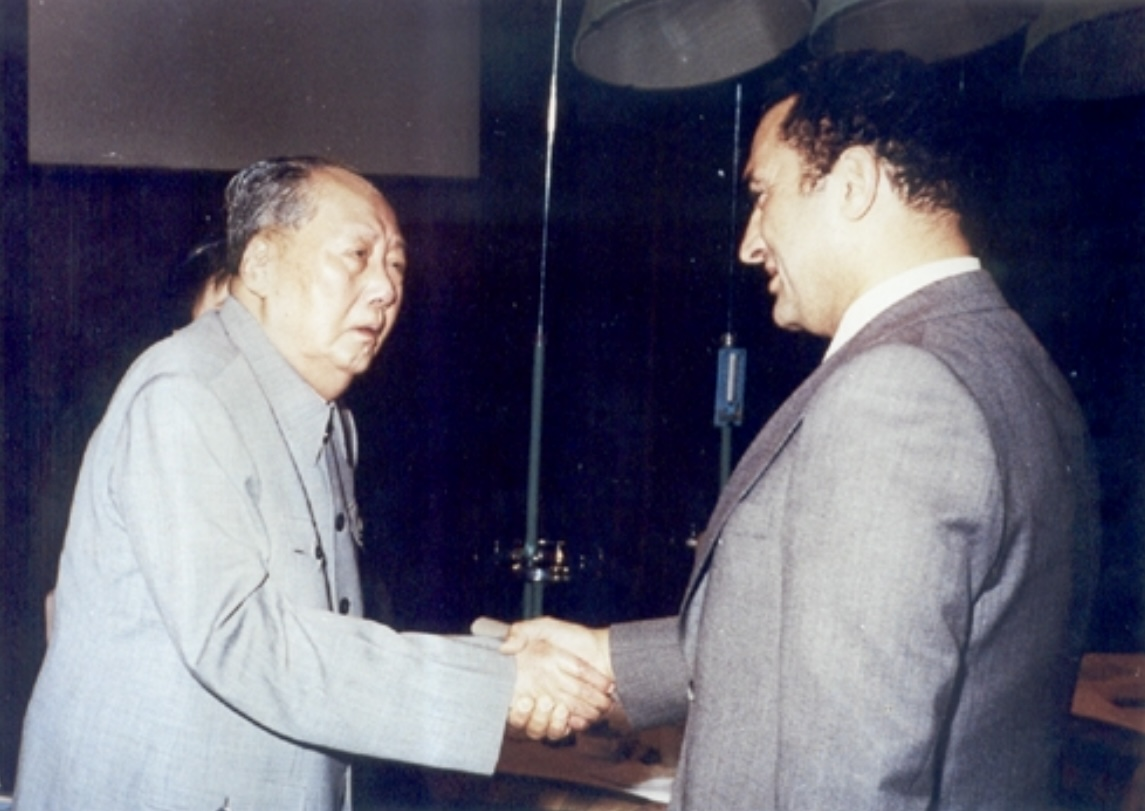
Em 20 de abril de 1976, Mao Tsé-Tung reuniu-se com o então vice-presidente do Egito, Mubarak.

### 1976
Em 1976, o estado de saúde de Mao deteriorou-se rapidamente. Só conseguia fazer uma ou duas refeições por dia e estava com dificuldade de andar. :445 Zhou Enlai morreu em Pequim em 8 de janeiro. :445 A partir de maio, a condição de Mao continuou a piorar e seu corpo estava extremamente fraco. Em 27 de maio, Mao se encontrou pela última vez com um convidado estrangeiro, o primeiro-ministro Bhutto do Paquistão.  No início de junho, Mao sofreu um infarto do miocárdio. :462 Em julho, Mao passou muito tempo em estado de semicoma e dependia da alimentação nasal. :464 Em 18 de agosto, o "Aviso do Sismo de Tangshan" emitido pelo Comitê Central do Partido Comunista da China foi o último documento que Mao leu durante sua vida. :465

## Morte
Em 8 de setembro de 1976, Festival da Lua, a pressão arterial de Mao começou a cair. À noite, membros doPolitburo do Partido foram visitar Mao. Às 00:10 do dia 9 de setembro, após mais de quatro horas consecutivas de resgate ineficaz, o coração de Mao parou. :466 Mao Tsé-Tung morreu na Vila 202, Zhongnanhai, Pequim.
Em 9 de setembro de 1976, foi emitida a "Carta a Todo o Partido, a Todos os Militares e aos Povos de Todas as Nacionalidades", anunciando a morte de Mao;  :466 no mesmo dia, foi formado um Comitê Funeral de Mao Tsé-Tung. :468 Às 16h do dia 9 de setembro, a Agência de Notícias Xinhua emitiu um boletim informativo, que foi transmitido simultaneamente pela Estação Central de Radiodifusão Popular e anunciou oficialmente a morte de Mao, Hua Guofeng, Wang Hongwen, Ye Jianying, Zhang Chunqiao, Jiang Qing, Yao Wenyuan, Li Xiannian e outros serviram como membros do Comitê Funeral de Mao.
O Comitê Central do Partido Comunista da China não anunciou a causa da morte de Mao Tsé-Tung. Liu Xuetong, que participou da autópsia do corpo de Mao, disse mais tarde que a causa da morte foi uma doença cardiovascular. Li Zhisui, que era o líder da equipe médica de Mao e diretor do 305º Hospital do Exército de Libertação do Povo Chinês, afirmou em suas memórias publicadas após imigrar para os Estados Unidos que Mao sofria de esclerose lateral amiotrófica (comumente conhecida como "ELA"), em vez da doença de Parkinson  , a causa da morte foi ELA além da doença cardiovascular. :9 
Uma cerimônia de condolências foi realizada no Grande Salão do Povo de 11 a 17 de setembro de 1976. Mais de 300.000 representantes de todos os partidos participaram da cerimônia de condolências; às 15h do dia 18 de setembro, foi realizada a "Conferência Memorial do Presidente Mao Tsé-Tung, o Grande Líder e Mentor". :468 Wang Hongwen e Hua Guofeng presidiram. Um total de centenas de milhares de pessoas de Pequim e de todo o país participaram da reunião memorial. Depois que Hua Guofeng, as pessoas presentes na cerimônia memorial curvaram-se três vezes diante do retrato de Mao. Finalmente, "O Leste é Vermelho" foi tocado ao vivo e a cerimônia memorial terminou. O número foi estimado em centenas de milhares. Atividades memoriais relacionadas foram realizadas simultaneamente em todo o país e eles ouviram a transmissão ao vivo da Estação Central de Radiodifusão Popular.

## Cerimônias póstumas
Em 1956, Mao assinou uma proposta para a cremação de seus restos mortais. Em outras ocasiões, Mao Zedong também disse que esperava ser enterrado em Xiangtan, Hunan, após sua morte. Mais tarde, Mao escolheu um cemitério para ele e Jiang Qing no Cemitério Babaoshan. Embora Mao tenha encorajado a cremação e assinado o formulário de consentimento para a cremação durante a sua vida, devido a necessidades políticas, o Politburo do Partido Comunista da China decidiu manter os seus restos mortais permanentemente. Inicialmente foi temporariamente alojado no Grande Salão do Povo e, após a conclusão do processo de embalsamamento, foi colocado em um caixão de cristal. :470 Em 8 de outubro de 1976, o Comitê Central do Partido Comunista da China anunciou oficialmente que construiria o Salão Memorial do Presidente Mao no lado sul do Monumento aos Heróis do Povo na Praça da Paz Celestial e no lado norte do Portão de Zhengyang para preservar permanentemente o corpo para que as gerações futuras prestem seus respeitos.   A pedra fundamental do salão memorial foi lançada em 24 de novembro de 1976. O salão memorial foi concluído seis meses depois, e o caixão de cristal contendo os restos mortais também foi concluído. Em 29 de agosto de 1977, o caixão de cristal contendo o corpo de Mao foi transferido para o salão memorial. Em 9 de setembro de 1977, no primeiro aniversário da morte de Mao, foi realizada a cerimônia de inauguração do salão memorial e este foi oficialmente aberto ao público.  É mantido e operado pelo Gabinete de Administração do Salão Memorial do Presidente Mao do Gabinete Geral do Comitê Central do PCC. Em 21 e 23 de agosto de 1980, Deng Xiaoping, vice-presidente do Comitê Central do Partido Comunista da China, vice-primeiro-ministro e presidente do Comitê Nacional da Conferência Consultiva Política do Povo Chinês, disse em entrevista ao A jornalista italiana Oriana Fallaci disse que manteria o salão memorial e também prometeu manter para sempre o retrato de Mao entre as "duas 'Vidas Longas' ("Viva a República Popular da China" e "Viva a Grande Unidade dos Povos do Mundo")" na Torre do Portão de Tiananmen.  Mais tarde, a visita ao Memorial do Presidente Mao tornou-se um importante projeto de educação ideológica e política e de turismo vermelho. 

## Reações internacionais
No dia 9 de setembro, bandeiras foram hasteadas a meia-haste na Sede da Organização das Nações Unidas em sinal de luto. No dia 10 de setembro, o Conselho de Segurança das Nações Unidas enviou uma mensagem de condolências pela morte de Mao Tsé-Tung. No dia 21 de setembro, na cerimônia de abertura do 31ª Assembleia Geral das Nações Unidas, representantes de mais de 140 países participantes da reunião permaneceram em silêncio em memória de Mao. :469
Chefes de estado ou de governo de 123 países enviaram um total de 169 mensagens e cartas de condolências à República Popular da China; líderes e seus representantes ou representantes governamentais de 105 países visitaram as embaixadas e consulados da República Popular da China em vários países para expressar suas condolências. Além da República Popular da China, um total de 55 países hastearam bandeiras a meio mastro para lamentar a morte de Mao:
- República do Afeganistão
- Bangladesh
- Kampuchea Democrático
- Coreia do Norte
- Índia
- Kuwait
- Laos
- Reino do Nepal
- Nova Zelândia
- Paquistão
- Sri Lanka
- Síria
- Turquia
- Iêmen do Norte
- Vietnã

- República Popular Socialista da Albânia
- Chipre
- França
- Alemanha Ocidental
- República Socialista da Romênia
- Suíça
- Iugoslávia
- Argélia
- República Popular do Benin
- Botswana
- Chade
- República Popular do Congo
- Egito
- Guiné Equatorial
- Derg
- Gabão
- Gâmbia
- Gana
- Guiné
- Guiné-Bissau
- Quênia
- Madagáscar
- Mali
- República Popular de Moçambique
- Níger
- Nigéria
- Serra Leoa
- Somália
- Sudão
- Tanzânia
- Tunísia
- Uganda
- Zaire
- Zâmbia；
- Argentina
- Canadá
- Chile
- Guiana
- Panamá
- Venezuela

Os parlamentos da Austrália, Jamaica, Maurícias, Países Baixos, Serra Leoa e outros países realizaram cerimônias memoriais ou aprovaram resoluções para expressar condolências pela morte de Mao. 

### Estados Unidos
O presidente dos EUA, Gerald Ford, enviou imediatamente uma mensagem de condolências a Pequim:
"Quando visitei Pequim em Dezembro de 1975, tive o privilégio de me encontrar com o Presidente Mao. A nossa conversa promoveu o desenvolvimento das relações EUA-China ao longo das linhas imaginadas pelos nossos dois países. Por favor, deixe-me declarar agora, como fiz então, que o Os Estados Unidos estão determinados a completar a normalização do nosso relacionamento com base no Comunicado de Xangai. Este será um canal apropriado para elogiar a sua visão e beneficiará os povos de ambos os países."
Além disso, fez as seguintes observações:
"A República Popular da China anunciou hoje o falecimento do Presidente Mao Tsé-Tung. O Presidente Mao foi uma figura gigante na história moderna da China. Ele foi um líder cujas ações afetaram profundamente o desenvolvimento da China. seu país. A sua influência na história estender-se-á muito para além das fronteiras da China. Os americanos recordar-se-ão que foi sob o presidente Mao que a China agiu em conjunto com os Estados Unidos para pôr fim a uma geração de hostilidade e para lançar uma era nova e mais positiva nas relações entre os nossos dois países. Estou confiante de que a tendência de melhoria das relações entre a República Popular da China e os Estados Unidos, que o Presidente Mao ajudou a criar, continuará a contribuir para a paz e a estabilidade mundiais. Em nome do governo dos Estados Unidos e do Povos americanos, apresento condolências ao governo e ao povo da República Popular da China." 

### União Soviética
Devido à crise nas relações entre a China e a União Soviética, o lado soviético mencionou apenas brevemente a morte de Mao nos cantos dos jornais oficiais e criticou o Pensamento de Mao Tsé-Tung através da agência de notícias TASS. No entanto, a União Soviética e os seus sete estados satélites  enviaram uma vez coletivamente uma mensagem de condolências em nome do Partido. No entanto, devido à ruptura entre a China e a União Soviética, as relações entre o PCC e alguns partidos comunistas, incluindo do Partido Comunista da União Soviética, foram cortados e a mensagem foi rejeitada pelo Ministério dos Negócios Estrangeiros da República Popular da China.  Kirill Mazurov, Primeiro Vice-Presidente do Conselho de Ministros da União Soviética, e Gromiko, Ministro dos Negócios Estrangeiros, foram à Embaixada da China na União Soviética para expressar condolências em nome do governo soviético.

### Coreia do Norte
Kim Il-sung, Secretário-geral do Partido dos Trabalhadores da Coreia, enviou uma mensagem de condolências ao Comitê Central do Partido Comunista da China:
…O camarada Mao Tsé-Tung é o fundador do Partido Comunista da China, do Exército de Libertação Popular Chinês e da República Popular da China. Ele é um grande revolucionário proletário, um dos líderes mais destacados do movimento comunista internacional e do movimento operário, e o camarada de armas mais próximo do povo coreano.
A vida e toda a luta do camarada Mao são um exemplo vívido de um revolucionário proletário. Ele dedicou tudo o que tinha à vitória da causa revolucionária do povo chinês, à libertação das nações e povos oprimidos em todo o mundo, e à causa do comunismo internacional.
O camarada Mao ergueu bem alto a bandeira do internacionalismo proletário e apoiou e apoiou ativamente os povos de todos os países nas suas lutas revolucionárias contra o imperialismo e o colonialismo e pela liberdade, libertação, independência nacional e socialismo.
O camarada Mao sempre considerou a luta revolucionária do nosso povo como a luta do próprio povo chinês. Quanto mais difíceis os tempos, mais sinceramente ele nos apoiava e partilhava connosco a vida e a morte. Ele era o camarada de armas mais próximo de o povo coreano.
Durante a Guerra de Libertação da Pátria, quando o povo Coreano lutou ferozmente contra os agressores armados imperialistas dos EUA, o camarada Mao esmagou todas as obstruções dos inimigos internos e externos, lançou um movimento para resistir à agressão dos EUA e ajudar a Coreia, e ajudou a luta justa do nosso povo com seu sangue.
O camarada Mao fez contribuições notáveis para fortalecer a grande amizade e combater a unidade entre os dois partidos e povos da Coreia do Norte e da China. As suas realizações indeléveis ficarão sempre gravadas nos corações do povo norte-coreano.
A morte do camarada Mao foi uma enorme perda não só para o povo chinês, mas também para o povo coreano e para o povo revolucionário do mundo.

Embora o camarada Mao tenha falecido, as nobres conquistas que ele deixou viverão para sempre.
Kim Il Sung foi pessoalmente à Embaixada da China na Coreia do Norte para expressar as suas condolências no dia 11 de setembro.  O governo norte-coreano também designou de 10 a 18 de setembro como período de luto nacional, com bandeiras hasteadas a meio mastro e atividades memoriais em grande escala. A Embaixada da China na Coreia do Norte recebeu um total de mais de 10.000 pessoas para expressar condolências e recebeu 5.200 telegramas de condolências mais de cem cartas. 

### Albânia
O Comitê Central do Partido do Trabalho Albanês, o Presidium da Assembleia Popular e o Conselho de Ministros enviaram conjuntamente uma mensagem de condolências ao Comitê Central do Partido Comunista da China, ao Comitê Permanente da Assembleia Popular Nacional e ao Conselho de Estado:
Neste momento de profunda tristeza para o Partido Comunista da China e para todo o povo chinês, bem como para os marxistas-leninistas e revolucionários de todo o mundo, o Comité Central do Partido do Trabalho da Albânia, o Presidium e o Governo do Povo Assembleia da República Popular da Albânia, o Partido Comunista da Albânia e todo o povo expressam as suas condolências ao Partido Comunista da China, ao grande povo chinês, ao Comité Central do Partido Comunista da China, ao Comité Permanente do Congresso Nacional Popular da República Popular da China e do Conselho de Estado expressam as suas mais profundas condolências.

Como grande Marxista-Leninista, o Camarada Mao lutou resolutamente contra os inimigos do Marxismo-Leninismo, liderados pelos revisionistas de Khrushchev, e fez grandes contribuições para o movimento comunista internacional e o movimento dos trabalhadores.
Os comunistas e o povo albanês sempre se lembrarão do seu mais querido e ilustre amigo, o camarada Mao Zedong, o fundador da amizade revolucionária fraterna e da unidade inquebrável entre os nossos dois partidos, dois povos e dois países.
A morte do camarada Mao é uma enorme perda para o Partido Comunista Chinês, para o exército chinês e para o povo chinês fraterno. Acreditamos que os comunistas e o povo chinês, sob a liderança do Partido Comunista da China e seguindo o exemplo do espírito indomável e das nobres qualidades revolucionárias do camarada Mao Zedong, suprimirão a dor causada pela perda do seu amado grande líder e mentor e irão responder cem vezes mais. força para avançar continuamente e levar por diante as suas gloriosas conquistas, a fim de fortalecer a ditadura do proletariado da China, lutar por novas vitórias na construção do socialismo e esmagar quaisquer tentativas imperialistas e revisionistas de oposição ao povo chinês e à linha revolucionária proletária do Presidente Mao Intriga e conspiração.

O camarada Mao viverá para sempre! 
Os líderes albaneses Hoxha, Lleshi e Shehu foram à Embaixada da China na Albânia para expressar as suas condolências na manhã de 10 de Setembro.  O governo albanês designou de 16 a 18 de setembro como dia nacional de luto, com bandeiras hasteadas a meio mastro em todo o país , e realizou um serviço memorial para Mao em 17 de setembro.
No entanto, a morte de Mao não aliviou o aprofundamento das diferenças entre os partidos chinês e albanês. Em 1977, o Partido do Trabalho Albanês começou a criticar abertamente a Teoria dos Três Mundos de Mao por "se desviar dos ensinamentos do Marxismo-Leninismo, ser contra-revolucionário e falsamente anti-imperialista".  A República Popular da China também visitou a Iugoslávia, o Presidente Tito, o PCC e o Partido Comunista Iugoslavo ao restaurar as relações entre os dois partidos, encerrou a ajuda ao Afeganistão em julho de 1978 , marcando uma ruptura completa nas relações sino-albanesas.

### Romênia
Nicolae Ceaușescu, Presidente da Romênia e Secretário Geral do Partido Comunista da Romênia, disse na sua mensagem de condolências:
…O camarada Mao é o líder da grande e bem-sucedida revolução do povo chinês. Esta revolução é um evento de significado histórico na vida humana e é uma contribuição importante para a luta dos povos de todos os países para se livrarem do domínio estrangeiro, lutarem pela liberdade e independência nacional e lutar por uma vida melhor. A luta revolucionária teve um impacto poderoso.
Sob a liderança do Partido Comunista da China e do camarada Mao, o povo chinês obteve conquistas notáveis na construção socialista, no desenvolvimento da economia, da ciência e da cultura, na melhoria dos padrões de vida e na construção de uma China moderna.
Na sua luta contra o imperialismo, o antigo e o novo colonialismo, a República Popular da China mostrou que é uma poderosa força contemporânea, tendo dado o contributo definitivo para o processo de mudança revolucionária mundial, para a causa da libertação nacional e social, para a promoção da paz e de sua contribuição importante para o socialismo.
O camarada Mao é um amigo próximo do povo romeno. Ele trabalhou arduamente para desenvolver relações entre os nossos dois partidos, dois países e dois povos, em benefício dos dois povos e da causa do socialismo e da paz.

Neste momento extremamente triste, partilhamos esta dor com os comunistas chineses e com todo o povo chinês com a maior simpatia. Acreditamos que a amizade, a cooperação e a unidade entre os nossos dois partidos e os dois países continuarão a fortalecer-se e a desenvolver-se dia após dia.
Ceaușescu foi à Embaixada da China para expressar condolências em 11 de setembro.  O governo romeno designou o dia 18 de Setembro como dia nacional de luto, com bandeiras hasteadas a meio mastro em todo o país, e foi realizada uma cerimónia em memória de Mao. 

### Vietnã
O Partido Comunista do Vietnã emitiu uma mensagem de condolências do mais alto padrão:
Durante a luta revolucionária de longo prazo entre os povos chinês e vietnamita, o Presidente Mao e o Partido Comunista da China, e o Presidente Ho Chi Minh e o Partido dos Trabalhadores Vietnamitas, cultivaram conjunta e cuidadosamente a grande amizade e a unidade de combate entre os chineses e Os povos vietnamitas, e esta amizade tornou-se cada vez mais bela, como disse o presidente Ho Chi Minh, "O Vietnã  e a China têm uma amizade profunda e os camaradas tornam-se irmãos".
O povo vietnamita sempre se lembrará das palavras afetuosas do seu querido presidente Mao: “Os 700 milhões de chineses são o forte apoio do povo vietnamita e o vasto território chinês é a retaguarda confiável do povo vietnamita”. Nós, o povo vietnamita, estamos profundamente gratos ao Presidente Mao, ao Partido Comunista da China, ao governo chinês e ao povo irmão chinês pelo seu enorme e valioso apoio e assistência à nossa causa revolucionária.
Com a morte do Presidente Mao, o Partido Comunista da China e o povo chinês perderam um grande líder, e o povo vietnamita perdeu um amigo querido. Com sinceridade e sentimentos profundos, suportamos esta enorme perda juntamente com os comunistas chineses e o povo irmão chinês. Acreditamos firmemente que todos os membros do Partido Comunista da China e o povo fraterno chinês transformarão a dor em força, continuarão a impulsionar a causa da construção socialista da República Popular da China e a obter vitórias maiores e mais gloriosas.

O Partido dos Trabalhadores do Vietname, o Governo da República Socialista do Vietname e o povo vietnamita seguirão os ensinamentos do querido Presidente Ho Chi Minh e farão, como sempre, todos os esforços para cultivar a grande amizade e combater a unidade entre os vietnamitas. e o povo chinês, tornando-o inquebrável e eterno.
Líderes do partido e do governo vietnamita, como Tôn Đức Thắng, Lê Duẩn, Trường Chinh, Phạm Văn Đồng e Võ Nguyên Giáp foram à Embaixada da China no Vietnã para expressar suas condolências em 10 e 11 de setembro, respectivamente.  Em 18 de setembro, de acordo com a decisão da reunião do governo vietnamita, todas as agências vietnamitas, tropas, fábricas, minas, empresas (incluindo canteiros de obras), escolas e navios vietnamitas ancorados em portos vietnamitas hastearam bandeiras a meio mastro em luto. 

### Laos
Os líderes do partido e do governo do Laos, Kaysone Phomvihane e Souphanovong, enviaram mensagens de condolências a Hua Guofeng e Soong Ching-ling:
… Com a morte do camarada Mao, o Partido Comunista da China e o povo chinês perderam o seu querido grande líder; com a morte do camarada Mao, o povo do Laos também perdeu um camarada de armas próximo que sempre forneceu apoio e assistência à revolução do Laos. O povo do Laos sempre se lembrará deste precioso favor.
Embora o camarada Mao tenha se despedido de nós para sempre, acreditamos firmemente que a tradicional amizade fraterna e a unidade de combate entre os dois partidos e os povos do Laos e da China continuarão a desenvolver-se.

Em nome do Partido Revolucionário Popular do Laos, da Assembleia Popular Suprema, do Governo da República Democrática Popular do Laos e do povo do Laos, expressamos as nossas condolências pela morte do camarada Mao e partilhamos a tristeza do Partido Comunista da China, do O Congresso Nacional Popular da República Popular da China, o Governo da República Popular da China e o povo fraterno chinês, e apresentou cordiais condolências ao camarada Jiang Qing e outros membros da família. 
Kaysone Phomvihane que na época liderava uma delegação que visitava Cuba, liderou uma delegação à Embaixada da China em Cuba na tarde de 10 de setembro para expressar suas condolências pela morte de Mao.  Souphanovong e outros partidos e estados líderes vieram a Cuba em setembro No dia 14, fui à Embaixada da China no Laos para expressar minhas condolências; o Partido Revolucionário Popular do Laos e o governo do Laos decidiram que de 14 a 18 de setembro, todos os departamentos governamentais e agências estatais locais hasteariam bandeiras a meio mastro para. 

### Austrália
O Governador-geral australiano, Sir John Robert Kerr, disse:
"Sei que cada membro da nação chinesa sente hoje uma perda, como uma família que perde um dos pais". 
O primeiro-ministro John Malcolm Fraser comentou:
Sua longa vida e magnífica carreira registram muitas conquistas únicas. Foi antes de mais nada um grande patriota. Sob a sua orientação e inspiração, a China recuperou a sua dignidade nacional e o seu prestígio internacional. Graças à sua orientação, a China começou a desempenhar um papel importante nos assuntos mundiais nos últimos anos. A China emergente é o seu monumento permanente. 
O ex-primeiro-ministro Gough Whitlam, que estabeleceu relações diplomáticas com a República Popular da China durante o seu mandato, emitiu uma declaração:
Durante mais de meio século liderou um dos maiores movimentos de massas da história e durante vinte e sete anos foi um líder reverenciado e a personificação do espírito da nação mais populosa do mundo. Poucas pessoas estão tão inseparavelmente ligadas ao desenvolvimento de um país moderno e aos ideais e aspirações do seu povo.

Sob a liderança do Presidente Mao, a China alcançou prestígio internacional e estabilidade interna que não conseguia há séculos. O povo chinês beneficiou do governo mais limpo e eficaz que a China alguma vez teve. Meus colegas e eu ficamos tristes ao saber do falecimento do Presidente Mao e gostaríamos de expressar nossas profundas condolências ao governo e ao povo chinês. 
Malcolm Fraser e Gough Whitlam foram à Embaixada da China na Austrália para expressar suas condolências em 10 de setembro. 

### Japão
Um total de mais de 10.000 pessoas foram à Embaixada da China e o Consulado Geral da China em Osaka para expressar suas condolências. 

O primeiro-ministro Takeo Miki fez um discurso sobre a morte de Mao:
Não posso deixar de ficar surpreso e profundamente triste ao saber que o presidente Mao do Partido Comunista da China faleceu. Este presidente não é apenas o fundador da República Popular da China e o grande líder dos 800 milhões de chineses, mas também estabeleceu enormes conquistas na história como um grande estadista do mundo. Sempre expressei profundo respeito pela liderança do Presidente Mao na normalização das relações diplomáticas entre o Japão e a China.… Estamos determinados a seguir o espírito da Declaração Conjunta Japão-China e a fazer esforços adicionais e contínuos no futuro para desenvolver permanentemente relações de boa vizinhança e amigáveis entre os dois países.
Pessoas de todas as esferas da vida no Japão realizaram um grande "Serviço Memorial Nacional do Presidente Mao Tsé-Tung" em Tóquio na tarde de 6 de outubro, com a presença de 3.000 pessoas. O primeiro-ministro japonês Takeo Miki, o presidente do Senado Kono Kenzo, o presidente da Câmara dos Representantes, Shigesaburō Maeo, o Ministro da Educação, Cultura, Esportes, Ciência e Tecnologia Michio Nagai, o presidente do Partido Socialista do Japão Tomomi Narita e outros participaram do serviço memorial. 

### Paquistão
O presidente do Paquistão, Fazal Ilahi Chaudhry emitiu uma declaração:
Como pai da revolução chinesa que mudou a vida de um quarto da humanidade, o Presidente Mao é um dos líderes mais destacados da história. Como estadista e pensador, deixou uma marca indelével nos anais da história humana.

...O presidente Mao sempre se preocupou com a felicidade e o progresso do Paquistão, o que o faz viver para sempre em nossos corações. O povo do Paquistão junta-se ao povo irmão da China no luto pelo falecimento deste grande homem.
O primeiro-ministro do Paquistão, Bhutto, emitiu uma declaração:
...Mao não está morto. Ele é imortal. Suas ideias continuarão a guiar os destinos dos povos e nações até que o sol nunca mais nasça. Medir as suas conquistas que marcaram época apenas a partir de uma perspectiva chinesa seria prejudicial para a memória deste homem extraordinário. É claro que Mao realizou milagres pela China e pelos seus 800 milhões de habitantes, mas foi um nobre líder mundial e a sua contribuição para o desenvolvimento da situação contemporânea é incomparável.

Hoje, o mundo inteiro está de luto pela morte de Mao, mas quando amanhecer amanhã, o mundo inteiro se levantará para cantar louvores e louvá-lo para sempre. Os meus pensamentos e sentimentos, tal como os dos meus concidadãos, estão cheios de dor e tristeza. A sua humildade e humor, a sua glória e grandeza, a bravura e a vitória de Mao Zedong são as conclusões mais óbvias. O nome de Mao estará para sempre associado à grande e justa causa dos pobres e oprimidos. Ele será sempre um símbolo brilhante da luta da humanidade contra a opressão e a exploração e um símbolo da vitória contra o colonialismo e o imperialismo. Nós, paquistaneses, prestamos homenagem ao imortal Mao. 
O Presidente Chaudhry e o Primeiro-ministro Bhutto foram à Embaixada da China para expressar pessoalmente as condolências; bandeiras em todo o Paquistão foram hasteadas a meio mastro durante uma semana.

### Iugoslávia
Josip Broz Tito, Presidente da Iugoslávia e Presidente da Liga dos Comunistas da Iugoslávia, comentou:
O Presidente Mao, o notável revolucionário, líder do povo chinês, fundador do Partido Comunista da China e do Exército Popular de Libertação da China e da República Popular da China, dedicou toda a sua vida à luta pela liberdade, independência, criação e desenvolvimento da China moderna e tem feito isso há décadas, liderou seu grande país e povo.
A morte do Presidente Mao privou o povo chinês do seu líder mais destacado. Sem ele, a China moderna seria inimaginável.

A sua morte é uma perda irreparável não só para o povo da República Popular da China, mas também para toda a humanidade progressista. As pessoas sempre se lembrarão de sua imagem e de suas conquistas. 
O vice-presidente da Presidência da República Federativa Socialista da Iugoslávia, Vidoje Zarkovich, o presidente da Assembleia Federal, Kiro Gligorov, e o primeiros-ministro Džemal Bijedić, foram à Embaixada da China em 11 de setembro prestar condolências. 
De 30 de agosto a 8 de setembro de 1977, o presidente iugoslavo Tito visitou a China e foi calorosamente recebido pelo lado chinês.  Com esta visita como símbolo, o Partido Comunista da China e a Liga dos Comunistas da Iugoslávia se reconectaram. As relações partidárias foram restauradas. Tito também se tornou o primeiro líder estrangeiro a prestar homenagem a Mao após a conclusão do Salão Memorial do Presidente Mao. 

### Reino Unido
O Gabinete do Primeiro-ministro britânico emitiu uma declaração:
O Primeiro-Ministro e os seus colegas no governo ficaram extremamente tristes ao saber da morte do Presidente Mao. O Presidente Mao foi um dos líderes mais destacados deste século, que se dedicou de todo o coração à China e ao povo chinês. Ele será lembrado como um homem de grande visão e um pensador com um profundo senso de história. A posição da China no mundo hoje é um memorial às suas realizações incomparáveis. 
A Rainha Elizabeth II do Reino Unido enviou pessoalmente uma mensagem de condolências, e o Primeiro-ministro James Callaghan disse: "Durante a longa vida do Presidente Mao, ele se dedicou de todo o coração à sua pátria e ao seu povo. O rejuvenescimento da China foi o resultado de sua notável liderança para mais de meio século. Testemunho imortal. Sua influência se estende muito além das fronteiras da China e não há dúvida de que ele será lembrado como um grande estadista mundialmente famoso". 
O secretário de Relações Exteriores britânico Anthony Crosland  e o ex-primeiro-ministro Edward Heath foram à Embaixada da China no Reino Unido para expressar suas condolências. 

### França
O presidente francês Giscard d'Estaing emitiu uma declaração:
O Primeiro-Ministro e os seus colegas no governo ficaram extremamente tristes ao saber da morte do Presidente Mao. O Presidente Mao foi um dos líderes mais destacados deste século, que se dedicou de todo o coração à China e ao povo chinês. Ele será lembrado como um homem de grande visão e um pensador com um profundo senso de história. A posição da China no mundo hoje é um memorial às suas realizações incomparáveis. 
Numa mensagem de condolências à Vice-Presidente Soong Ching-ling do Comitê Permanente da Assembleia Popular Nacional (então Chefe de Estado da República Popular da China), ele disse:
O Presidente Mao veio das massas do povo chinês, libertou a China da humilhação do passado e restaurou a posição central que a história lhe deu. Com o falecimento do Presidente Mao, as pessoas perderam um extraordinário estadista, pensador e activista. Os seus grandes empreendimentos e talentos corajosos tiveram um impacto mais profundo no destino da China e do mundo do que qualquer outra pessoa.
A França nunca esquecerá que foram o Presidente Mao e o General de Gaulle, que o admiravam profundamente, que aproximaram os nossos dois países.

Neste momento triste, o povo francês e o povo chinês também se sentem extremamente tristes. 
D'Estaing foi à Embaixada da China na França para expressar pessoalmente suas condolências em 17 de setembro. O primeiro-ministro francês Raymond Barre, o ministro das Relações Exteriores  e outros altos funcionários franceses também foram expressar suas condolências. Em 11 de setembro, mais de 10.000 cidadãos em Paris realizaram uma marcha e comício para lamentar a morte de Mao;  em 18 de setembro, de acordo com a decisão do Palácio Presidencial Francês, todos os edifícios públicos em França hastearam bandeiras a meio-mastro em luto.

### Alemanha Ocidental
O presidente da Alemanha Ocidental, Walter Scheer, disse em sua mensagem de condolências que:
"Mao participou decisivamente na criação da história deste século"; 
O primeiro-ministro Helmut Schmidt disse:
O Presidente Mao é um dos criadores do desenvolvimento histórico mundial e a pessoa que apontou o caminho para um novo futuro para o povo chinês. Ele será para sempre lembrado pelo povo do seu país e do mundo. Minha conversa com o falecido no ano passado deixou em mim uma impressão indelével deste grande homem. Acredito que o povo chinês e os seus líderes seguirão o seu espírito e continuarão a trabalhar em conjunto com pessoas de outros países do mundo para manter a paz e o progresso humano. 
Em 18 de setembro, todas as agências estatais da República Federal da Alemanha hastearam bandeiras a meio mastro. 

### Taiwan
O jornal do partido chinês Kuomintang "Central Daily News" publicou a notícia da morte de Mao em sua primeira página em 10 de setembro com a manchete "Desastre para o país e para o povo, cem mortes nunca redimirão a morte do criminoso Mao", e o subtítulo dizia “O plano de tomada do poder não foi concluído quando a morte foi anunciada. O banditismo deixa uma bagunça que não pode ser limpa”. 
[Agência Central de Notícias, Taipei, 9º] Mao Tsé-Tung, o líder criminoso que trouxe problemas para a China por 60 anos, terminou sua vida horrível esta manhã.
A "Agência de Notícias Xinhua" do Partido Comunista transmitiu o chamado "Anúncio para todo o partido, militar e nacional" às 16h. No "Livro do Povo", foi anunciado que o chefe Mao morreu em Peiping às 0h10. hoje devido à deterioração de sua condição e ao tratamento ineficaz.
Neste documento, o Partido Comunista não mencionou que o Chefe Mao tinha deixado quaisquer últimas palavras, nem mencionou os preparativos que foram feitos para o sucessor após a morte do Chefe Mao.
A "Agência de Notícias Xinhua" revelou ao publicar este documento que o chefe Mao não só lutou contra a "doença", mas mesmo quando estava morrendo, ele ainda não se esqueceu de controlar o poder do exército de bandidos e "continuou lutando até o último suspiro de sua vida", que mostrou ainda que Mao não conseguiu completar seu plano de tomar o poder e morreu tristemente na tortura da luta pelo poder, deixando uma bagunça incontrolável para o líder bandido.
A condição do chefe aparentemente piorou após o incidente de Tiananmen em 5 de abril. Ele foi visto pela última vez se reunindo com o primeiro-ministro paquistanês Bhutto em 27 de maio. Em 15 de junho, a "Central" do líder da gangue anunciou que o chefe não se reuniria mais com convidados estrangeiros. Como o Incidente de Tiananmen despertou a raiva anti-Mao e anticomunista do povo do continente, embora os chefes de Mao tenham expurgado Deng Xiaoping com raiva, eles não conseguiram acalmar a insatisfação explosiva. O Incidente de Tiananmen tornou-se um lembrete para os chefes de Mao. Um grande terremoto ocorreu em Tangshan no final de julho. A lenda se espalhou por todo o continente de que o chefe das Maurícias estava no fim de sua vida. Este terremoto soou a sentença de morte do chefe das Maurícias.
Mao Tsé-Tung sempre acreditou no poder, enfatizou a "luta de classes", criou ódio e incitou tumultos. Ele foi o totalitário mais violento da história da China. Ele massacrou 70 milhões de pessoas do continente desde que assumiu o controle do continente. Ele pensou que estava criando conflitos e a mobilização da luta de classes poderia consolidar o seu governo totalitário, mas ele finalmente morreu na luta implacável.
Sua morte foi exatamente como o slogan gritado pela população do continente na Praça da Paz Celestial: “A era de Qin Shihuang acabou para sempre”.
 – "Central Daily News", Taipei: Central Daily News, 10 de setembro de 1965
Em 11 de setembro, Chiang Ching-kuo, Presidente do Yuan Executivo da República da China, emitiu um comunicado Uma carta aos compatriotas da China continental, apelando aos compatriotas do continente, aos quadros, oficiais e soldados do PCC e ao pessoal estacionado no estrangeiro para "resistir à violência e à revolução": “O Kuomintang chinês é um partido revolucionário democrático que não se preocupa com a classe, não distinguem entre si e só falam sobre o certo e o errado. Cada compatriota do continente que se levanta para resistir à violência, são todos membros espirituais da Revolução Nacional! Cada quadro do Partido Comunista que desperta para lutar contra o Partido Comunista é um lutador espiritual do Revolução Nacional! Cada oficial e soldado comunista que se levanta para se salvar é um companheiro de armas espiritual da Revolução Nacional! Todos os que escapam das garras do diabo, os funcionários do Partido Comunista estacionados no exterior que se dedicaram à liberdade são justos como pessoas com ideais elevados e benevolência na Revolução Nacional!"  E a "Mensagem aos Compatriotas na China Continental" foi transmitida a todas as partes do continente através dos sistemas aéreos e marítimos do Exército Nacional da República da China. As emissoras do exército nacional na linha de frente também transmitiram esta “Mensagem aos Compatriotas da China Continental” para o continente. 
A Assembleia Nacional da República da China emitiu uma declaração em 10 de setembro, apelando aos compatriotas do continente para "intensificarem a luta anticomunista e antiviolenta num momento em que bandidos maoistas são mortos e a luta pelo poder dentro do partido bandido se intensifica, e destruir o regime bandido e fantoche que é anti-humano e anti-direitos humanos o mais rápido possível." Li Yuxi, presidente da Associação Esportiva da República da China, e 45 associações esportivas individuais pediram aos atletas do continente que "aproveitem a oportunidade para visitar e competir no exterior e buscar a liberdade". 
Como a produção e transmissão de "Mao Zedong Special" da TVB de Hong Kong foi considerada um "bandido comunista", a China Television Corporation e a Taiwan Television Corporation emitiram uma declaração conjunta boicotando os programas e filmes da TVB e suspendendo toda a cooperação até a década de 1980. 
Quanto ao povo taiwanês, foi relatado que no dia seguinte algumas pessoas soltaram fogos de artifício, colocaram slogans, penduraram a bandeira da República da China e outras formas de comemoração nas ruas. 

## Membros da comissão funerária
1. Hua Guofeng (membro do Comitê Permanente do Politburo do Comitê Central do PCC, Primeiro Vice-Presidente do Comitê Central do PCC, Primeiro-Ministro do Conselho de Estado, Ministro da Segurança Pública)
2. Wang Hongwen (Presidente do Politburo do Comitê Central do PCC, Vice-Presidente do Comitê Central do PCC)
3. Ye Jianying (Presidente do Politburo do Comitê Central do PCC, Vice-Presidente do Comitê Central do Partido Comunista Chinês, Secretário Geral da Comissão Militar Central, Ministro da Defesa Nacional)
4. Zhang Chunqiao (Presidente do Politburo do Comitê Central do PCC, Vice-Primeiro-Ministro do Conselho de Estado, Comitê Permanente da Comissão Militar Central, Diretor do Departamento Político Geral do PLA)

Wei Guoqing, Liu Bocheng, Jiang Qing, Xu Shiyou, Ji Dengkui, Wu De, Wang Dongxing, Chen Yonggui, Chen Xilian, Li Xiannian, Li Desheng, Yao Wenyuan, Wu Guixian, Su Zhenhua, Ni Zhifu, Saifuddin Azizi, Soong Ching Ling, Guo Moruo, Xu Xiangqian, Nie Rongzhen, Chen Yun, Tan Zhenlin, Li Jingquan, Zhang Dingzhen, Cai Chang, Ulanhu, Ngapoi Ngawang Jigme, Zhou Jianren, Xu Dezhen, Hu Yuwen, Li Suwen, Yao Lianwei, Wang Zhen, Yu Qiuli, Gu Mu, Sun Jian, Su Yu, Shen Yanbing, Pagbalha Geleg Namgyai, e Jiang Hua participaram no pagamento de homenagens póstumas a Mao.

## Funeral e serviço memorial
O corpo embalsamado de Mao, coberto com a bandeira do PCC, ficou exposto no Grande Salão do Povo por uma semana. Durante este período, cerca de um milhão de pessoas, incluindo enviados diplomáticos, líderes de partidos comunistas estrangeiros e cidadãos estrangeiros na China, passaram por Mao para prestar as suas últimas homenagens. O retrato oficial do Presidente Mao foi pendurado na parede, com uma faixa onde se lia: “Continuar a causa deixada pelo Presidente Mao e levar a causa da revolução proletária até ao fim”, até 17 de Setembro. Em 17 de setembro, o corpo do presidente Mao foi levado em um micro-ônibus do Grande Salão do Povo para Maojiawan para o Hospital 305 dirigido por Li Zhisui, e os órgãos internos de Mao foram preservados em formaldeído.